# Inmigración nicaragüense en España
La inmigración nicaragüense en España se refiere al asentamiento de ciudadanos de la República de Nicaragua en el Reino de España, antigua entidad colonizadora del país centroamericano.
Según el Instituto Nacional de Estadística de España (INE) el número de personas con nacionalidad nicaragüense residentes en situación regular es de 60.681 en 2022, aunque se cree que la cifra real puede ser ligeramente superior debido a la existencia de nicaragüenses que no tengan regularizada su situación en España.

## Origen de la emigración nicaragüense hacia España
Al igual que gran parte del resto de la inmigración en España, la nicaragüense en el siglo XXI tiene un origen y motivación económica al presentar el país de acogida una mejor economía y oportunidades de desarrollo que la economía del país de origen.

### Etno-estratificación de las inmigrantes nicaragüenses
Tal como ha pasado con gran parte de la inmigración femenina, con especial incidencia en la llegada a España desde los países de Hispanoamérica, muchas mujeres nicaragüenses, independientemente de su formación, han acabado trabajando en el cuidado de personas adultas en sus ciudades de acogida. También algunas inmigrantes han acabado en el ámbito de la prostitución.

### Impulso de las protestas de 2018
Tras las protestas que se sucedieron durante meses en Nicaragua a lo largo de 2018, la emigración del país aumentó notablemente. La llegada de nicaragüenses a España también se vio afectada ya que, si bien ya aumentaba todos los años del presente siglo, creció en 11.000 personas en un solo año, un 250 % más de llegadas que en el año más voluminoso hasta entonces. De 2018 a 2021 la población nicaragüense en España se duplicó, pasando de 31.286 personas regularizadas en 2018 a las 61.563 en 2021, aspecto que se notó especialmente en algunas ciudades de acogida como Zaragoza que pasó 5.470 vecinos nicaragüenses a prácticamente 10.000. 2022 por su parte fue el primer año que el número de nicaragüenses disminuyó, pasando de los 61.563 a 60.681, una disminución de casi 1.000 personas.

## Estadísticas
Gráfica del censo oficial de población nicaragüense residente en España (sólo incluye ciudadanos con pasaporte nicaragüense con permiso de trabajo en España. No incluye apátridas ni nacionalizados):
| Gráfica de evolución de Inmigración nicaragüense en España entre 2000 y 2022 |
|                                                                              |
| Datos del INE a 1 de enero de cada año.                                      |